# Záhoří, Jindřichův Hradec
Záhoří là một làng thuộc huyện Jindřichův Hradec, vùng Jihočeský, Cộng hòa Séc.